# Elmont (New York)

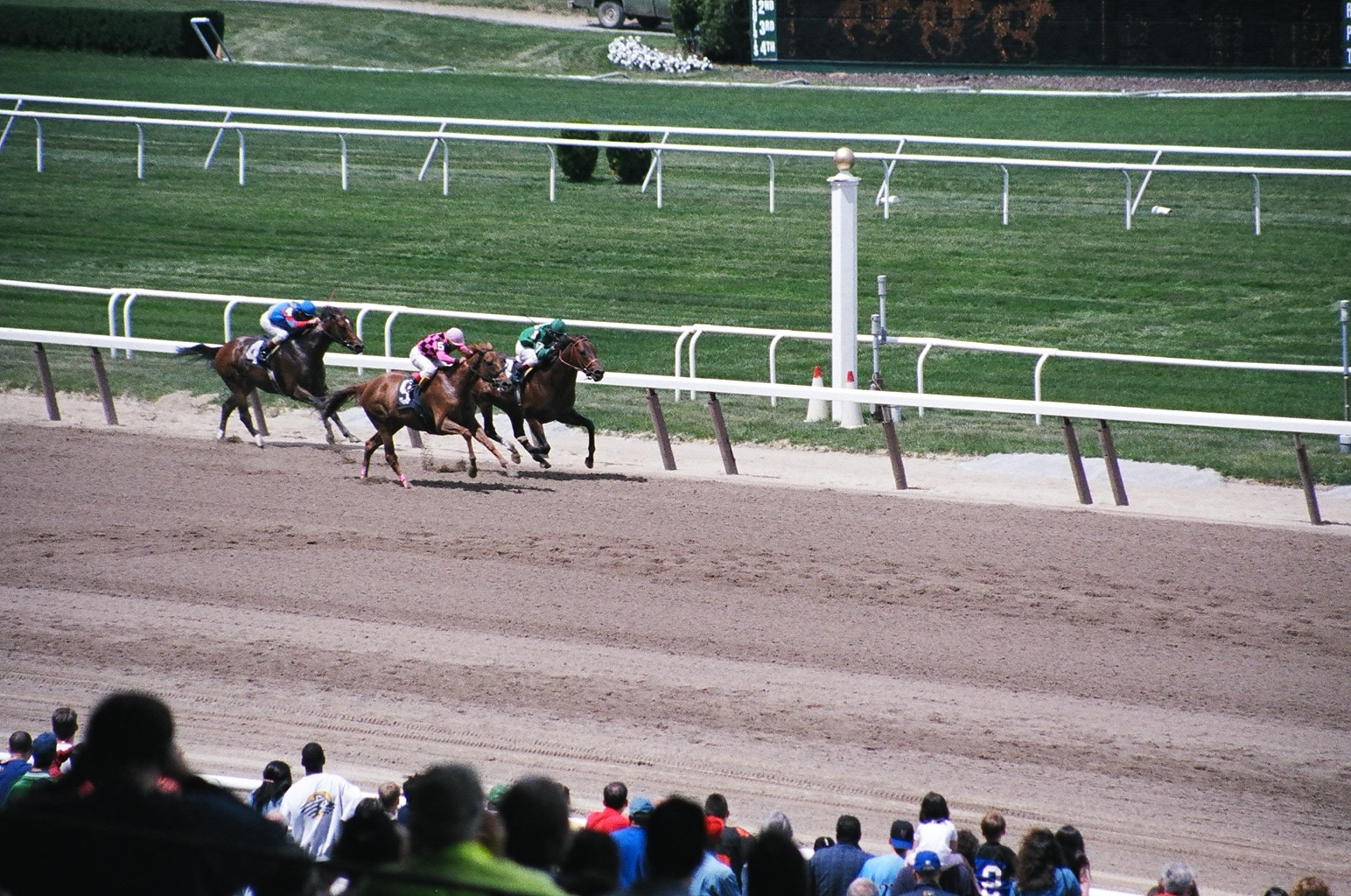
Galopprennbahn Belmont Park

Elmont ist ein Weiler und Census-designated place (CDP) in der Town of Hempstead im US-Bundesstaat New York mit 35.265 Einwohnern (2020).

## Geographie
Elmont liegt auf Long Island, rund 20 Kilometer östlich des Zentrums von Manhattan. Der John F. Kennedy International Airport befindet sich in einer Entfernung von acht Kilometern im Südwesten. Der Cross Island Parkway tangiert Elmont im Westen.

## Geschichte
Im Jahr 1650 erwarben Christopher und Thomas Foster Ländereien auf Long Island und betrieben auf den ergiebigen Wiesen (meadows) in erster Linie Landwirtschaft, insbesondere die Rinder- und Schafzucht und nannten den Ort Foster’s Meadow. Dieser Name blieb für 200 Jahre bestehen. Nach einer Gebietsreform wurde der Ort 1882 in Elmont umbenannt. Mit dem Bau einer Pferderennbahn im Jahr 1905 erlangte der Ort einen gewaltigen Aufschwung. Aufgrund der Nähe zu New York City wird Elmont auch von Pendlern als ruhige Wohngegend geschätzt.

## Belmont Park
In Elmont befindet sich die Galopprennbahn Belmont Park, auf der in jedem Jahr die Belmont Stakes zur Austragung kommen, das letzte Rennen der Triple Crown. Die Anlage wurde nach dem deutsch-amerikanischen Bankier und Politiker August Belmont und seinem Sohn August Belmont junior benannt, die den Bau der Rennbahn planten und finanzierten.

## Demografische Daten
Im Jahr 2010 wurde eine Einwohnerzahl von 33.198 Personen ermittelt, was einer Zunahme um 1,7 % gegenüber 2000 entspricht. Das Durchschnittsalter lag 2010 mit 36,1 Jahren leicht unterhalb des Wertes von New York, der 38,2 Jahre betrug. 20,2 % der heutigen Bewohner gehen auf Einwanderer von den Westindischen Inseln zurück. Weitere maßgebliche Zuwanderungsgruppen während der Anfänge des Ortes kamen zu 18,2 % aus Italien, zu 6,3 % aus Deutschland und zu 5,7 % aus Irland.